# Csányi Vilmos
Csányi Vilmos (Budapest, 1935. május 9. –) Széchenyi-díjas magyar biológus, biokémikus, etológus, egyetemi tanár, a Magyar Tudományos Akadémia rendes tagja, a Magyar Tudomány volt főszerkesztője. Kutatási területe az állati és emberi viselkedés, valamint a biológiai és a kulturális evolúció kérdései. Tudományterjesztési és szépirodalmi munkássága is jelentős.

## Életpályája
1953-ban érettségizett, majd felvették az Eötvös Loránd Tudományegyetem Természettudományi Kar vegyész szakára. Itt szerzett 1958-ban vegyészdiplomát. Ennek megszerzése után a Budapesti Orvostudományi Egyetem (később Semmelweis Orvostudományi Egyetem) Orvosi Vegytani Intézete munkatársa lett. 1964-ben kapta meg adjunktusi kinevezését. 1973-ban visszatért az ELTE Természettudományi Karára, ahol a magatartásgenetikai laboratóriumban kezdett dolgozni egyetemi tanári beosztásban. Később az általa szervezett etológia tanszék vezetője lett. 1993-tól a posztgraduális etológia kurzus programvezetője. A tanszéket 2000-ig vezette. 2005-ben professor emeritusi címet kapott. Itt etológiát, humánetológiát, magatartásgenetikát és rendszerelméletet oktat. Egyetemi állásai mellett az MTA és az ELTE Összehasonlító Etológiai Kutatócsoportjának vezetője. 2011-ben Szilárd Leó professzori ösztöndíjban részesült. Összesen két évet töltött az Amerikai Egyesült Államokban, először a Harvard Egyetemen, majd a New York State Research Institute for Neurochemistryben mint vendégkutató.
1965-ben védte meg a biológiai tudományok kandidátusi értekezését, témája a biológiai fehérjeszintézis szabályozása volt. 1970-ben kapta meg akadémiai doktori fokozatát molekuláris biológiai kutatásokért. Az MTA Neurobiológiai Bizottságának, illetve az Állatkísérleti Bizottságnak lett tagja. 1995-ben megválasztották a Magyar Tudományos Akadémia levelező, 2001-ben pedig rendes tagjává. 1994-ben a salzburgi Európai Tudományos és Művészeti Akadémia is felvette tagjai sorába. Akadémiai tisztségei mellett az 1990-ben megalakult Magyar Etológiai Társaság elnöke, később tiszteletbeli elnöke lett. Tagja a Biológiai Társaságok Nemzetközi Uniója (IUBS) oktatási szakbizottságának (CBE), ahol egy humánetológiai projektet vezet. 2001-ben a Magyar Tudomány főszerkesztője lett, emellett 1973-tól az Élet és Tudomány, 1989-től az Acta Biologica Hungarica szerkesztőbizottságának tagja. Ezenkívül 1993–1996-ban a World Future: Journal of General Evolution című folyóiratnál is tevékenykedett.

## Munkássága
Fő kutatási területe az állati és emberi viselkedés, valamint a biológiai és a kulturális evolúció kérdései.
Emellett biokémiai kutatásokat is végzett, ahol a bakteriális fehérjeszintézis bizonyos szabályozó elemeit derítette fel. 1973-tól halakon végzett magatartásgenetikai, majd etológiai vizsgálatai során sikerült új genetikai módszereket kidolgoznia genetikailag homogén haltörzsek előállítására. Etológiai munkásságának középpontjában az úgynevezett kulcsingerek szerepének kimutatása, elsősorban ragadozófelismerési és tanulási folyamatokban. Nevéhez fűződik az evolúció általános elméletének kidolgozása, amely a biológiai evolúció mellett technikai, pszichológiai, illetve kulturális folyamatokra is átültethető, értelmezhető. Jelentős a kutyákon lefolytatott etológiai vizsgálatai is. Az etológiai kutatások mellett elméleti biológiai stúdiumokat is folytatott, ebben a témában több publicisztikája is megjelent. A Nagykutya csillagképben csillagot neveztek el róla 1999-ben.
Több mint kétszáz tudományos publikáció szerzője vagy társszerzője. Ezenkívül közel harminc könyvet írt. Jelentős tudománynépszerűsítő és publicisztikai munkássága is. A 2000-es évek második felében kezdett el szépirodalommal foglalkozni. Munkáit elsősorban magyar és angol nyelven adja közre.

## Családja
Apja Csányi Vilmos, anyja Illés Margit. Nős, felesége Nádai Éva (Budapest, 1946. március 8.) hegedűművész. Fia, (Gábor) a Cambridge-i Egyetem fizikaprofesszora. Évtizedekig Budapest Belgrád rakpart lakója volt, majd 2017-ben feleségével Balatonalmádiba költözött.
Előtte sok időt töltött Nógrád megyei telkén, ahol kertészkedéssel foglalkozott.

## Díjai, elismerései
- Az Év Ismeretterjesztő Tudósa díj (2000)
- Budapestért díj (2000)
- Pázmány Péter-díj (2001, Pro Renovanda Cultura Hungariae Alapítvány)
- Széchenyi-díj (2003)
- Prima díj (2004)
- Hazám-díj (2017)[6]
- Budapest díszpolgára (2023)[7]

## Főbb publikációi
- Baktériumbiológia (társszerző, 1966)
- Sejtbiológia (1970, 1976)
- The Effects of Protein Synthesis Inhibitors on Imprinting (társszerző, 1973)
- Magatartásgenetika (1977)
- Investigation on Carp, Cyprinus-carpio L Gynogenesis (társszerző, 1978)
- Az evolúció általános elmélete (1979, angolul 1982, románul 1986)
- Kis etológia I–II. (1980–1991, utolsó kiadás 2002)
- Neurogenetics (1984)
- Evolutionary Systems and Society: A General Theory (Durham, 1989)
- How Genetics and Learning Make a Fish an Individual: A Case Study on the Paradise Fish (New York, 1993)
- Etológia (egy. tankönyv, 1994)
- Organization, Function and Creativity in Biological and Social Systems (London, 1996)
- Viselkedés, gondolkodás, társadalom: etológiai megközelítés (1994)
- Az emberi természet: humánetológia (1999)
- A kentaur természetrajza. Anatómiája, élettana, viselkedése és kultúrökológiája; rajz Makovecz Benjamin; 1. jav., bőv. kiad.; Helikon, (Bp., 2000)
- Viselkedés, környezet, gének – etológiai tanulmányok (Budapest, 2000)
- Gazdasági állatok viselkedése (Gere Tiborral, 2001)
- Lélek és evolúció: az evolúciós szemlélet és a pszichológia. Szerk. Pléh Csabával, Bereczkei Tamással (2001).
- Comparative Social Cognition: What Can Dogs Teach Us? (társszerző, 2004)
- Az emberi viselkedés (2006)
- „Az ember és a kutya viselkedési analógiái”, Székfoglalók a Magyar Tudományos Akadémián (2006)
- Társadalom és ember; Gondolat, Bp., 2011 (Universitas Pannonica)
- A kentaur kultúra. Valamint a kentaurok viselkedése, anatómiája, élettana és kultúrökológiája, ha valakit esetleg ez is érdekel; rajz Makovecz Benjamin; 2. átdolg. kiad.; Libri, Bp., 2014
- Íme, az ember. A humánetológus szemével; Libri, Bp., 2016

### Egyéb irodalmi munkái
- Szerelmes állatok (1991)
- Van ott valaki? (válogatott munkák, 2000)
- Bukfenc és Jeromos (2000)
- Bukfenc mindent tud… (2002)
- Jeromos, a barátom (2002, 2013)
- A lény és az őrző (novellák, 2003)
- Malion és Thea (elbeszélések, 2005)
- Kannibálok (novellák, 2008)
- A bábosok (regény, 2009)
- Marci, a beszélő kutya (szatíra, 2010)
- Kisfiam, Ikarosz (regény, 2011)
- Ironikus Etológia (2012)
- A kutyák szőrös gyerekek (2012) – a „Bukfenc és Jeromos” bővített kiadása, új címmel
- Segítség, kutyás lettem! (2013) – a „Bukfenc mindent tud…” új kiadása
- A tökéletesség illata (2013)
- A sértett (2014)
- Ő ott bent. Utópia; Libri, Bp., 2016
- Tóth Balázs–Csányi Vilmos: Hiedelmeink. Az emberi gondolatok építőkövei; Libri, Bp., 2017
- Géczi János–Csányi Vilmos: Őszi kék. Két Homo sapiens beszélget; Athenaeum, Bp., 2018
- A globális elme. Elmélkedések a világról; Libri, Bp., 2018
- Beszélgetések a szerelemről és a szeretetről Csányi Vilmossal és Bánki Györggyel; riporter Révai Gábor; Libri, Bp., 2018
- Édes Janka. Élet egy szabad kutyával; Libri, Bp., 2019
- Jeromos, a barátom. A kutyák szerint a világ; Open Books, Bp., 2021
- Segítség, kutyás lettem! Kutyanevelés kezdőknek; Open Books, Bp., 2021
- Drága barátaim, kedves majmok. Emberi és állati egypercesek; Open Books, Bp., 2021
- Kíváncsiságom története; Open Books, Bp., 2021
- Levegőt. Lélegzetelállító etológia; Open Books, Bp., 2022
- Sétálgatok a kertemben; Open Books, Bp., 2022
- Teremtő képzelet – A kreativitás evolúciója; Open Books, Bp., 2024

## CD-k és hangoskönyvek
- Csányi Vilmos: Ironikus etológia

## További irodalom
- Hovanyecz László: Csányi Vilmos. A zseblámpás ember; Kossuth, Bp., 2002 (Felgyorsult idő)
- Beszélgetések az elmúlásról Csányi Vilmossal és Vekerdy Tamással; riporter Révai Gábor; Libri, Bp., 2015
- Csányi Vilmos Kutyaakadémiája. Bukfenctől a robotokig. A magyarországi kutyaviselkedés-kutatás története és eredményei a Családi Kutya Program alapítójának 80. születésnapjára; szerk. Kubinyi Enikő, Miklósi Ádám; Magyar Etológia Alapítvány, Bp., 2015
- Utak és démonok. Hankiss Elemér kérdez. Szilágyi Ákos, Romsics Ignác, Lengyel László, Kende Péter, Csányi Vilmos, Gombár Csaba, Várhegyi Éva, Standeisky Éva, Nova Eszter, Hankiss Elemér válaszol; szerk. Standeisky Éva; Kossuth, Bp., 2016